# 白土窑乡
白土窑乡，是中华人民共和国河北省张家口沽源县下辖的一个乡镇级行政单位。

## 行政区划
白土窑乡下辖以下地区：
梁前村、陈家营村、石家营村、小西沟村、东一棵村、白土窑村、五道沟村、四道营村、西山坡村、新华村、后山村、朝阳寨村、杨家营村和芦草村。